# Pfarrkirche Bregenz-St. Gebhard
Die römisch-katholische Pfarrkirche Bregenz-St. Gebhard steht im Ortsteil Vorkloster im Bregenzer Stadtteil Rieden im Bezirk Bregenz in Vorarlberg. Sie ist dem heiligen Gebhard geweiht und gehört zum Dekanat Bregenz in der Diözese Feldkirch. Das Bauwerk steht unter Denkmalschutz.

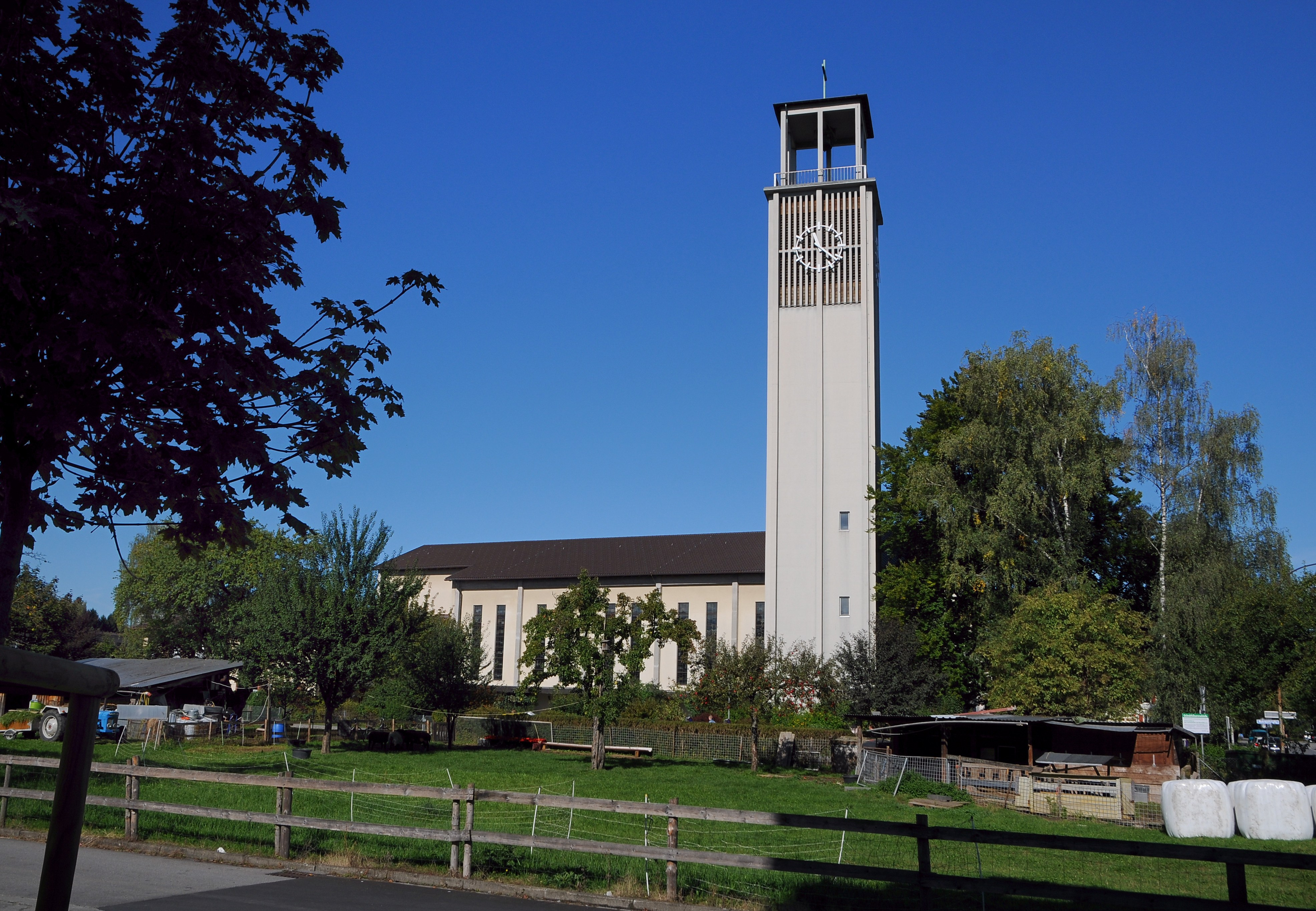
Katholische Pfarrkirche St. Gebhard in Bregenz-Vorkloster

## Lagebeschreibung
Die Pfarrkirche steht an der Wuhrwaldstraße 24 in Vorkloster, einem Viertel des Bregenzer Stadtteils Rieden. Die Kirche steht nahe der in den Jahren 1939 bis 1941 errichteten Südtiroler-Siedlung.

## Geschichte
Ursprünglich stand an der Stelle der heutigen Kirche eine in den Jahren 1949 und 1950 errichtete Notkirche. Diese wurde in den Jahren 1956 bis 1961 durch die heutige Kirche nach Plänen von Willibald Braun und seinem Sohn Wilhelm Braun ersetzt. 1953 wurde ein Pfarrvikariat errichtet. Das Sakralgebäude wurde 1961 geweiht. 1983 wurde St. Gebhard zur eigenständigen Pfarre erhoben. 2011 wurde die Kirche durch das Architekturbüro Christian Lenz innen neu gestaltet. Dabei rückte der Altar ins Kirchenschiff auf eine um drei Stufen erhöhte Altarinsel. Der ehemalige Altarraum wird nun als Werktagskapelle genutzt.

## Kirchenbau
Kirchenäußeres
Der Kirchenbau ist ein Saalbau mit flachem Satteldach. Die Fassade und die Seitenwände sind durch Lisenen gegliedert. Der Kirchturm im Südosten ist freistehend. Westlich schließt das Pfarrzentrum an.
Kircheninneres

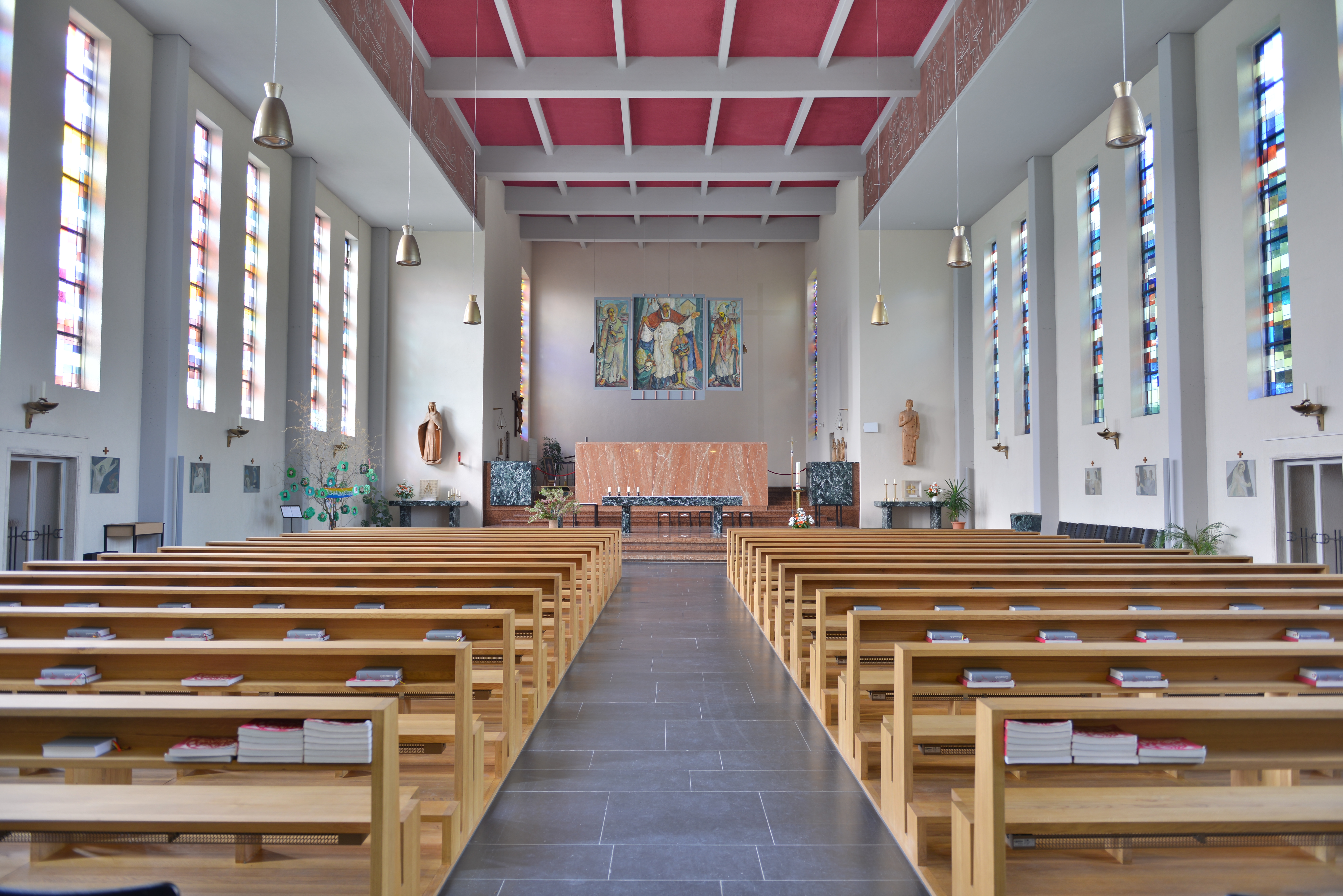
Innenansicht

Die Kirche ist im Inneren ein großer Saalraum mit Flachdecke, die abgestuft ist. Die Wände sind lisenengegliedert und von Rechteckfenstern durchbrochen. Rechts vom Eingang ist die Taufkapelle, die heute als Andachtskapelle dient. Im Rahmen des Umbaues wurde der Altarraum auf eine dreistufige Altarinsel in das Kirchenschiff versetzt und der Altarraum zur Werktagskapelle umgestaltet und im oberen Bereich durch das Triptychon „Das bewegliche St. Gebhardsbild“ von Hubert Berchtold (einst für den Burghof auf dem Gebhardsberg gefertigt) abgegrenzt. An der Bildzone der vertieften Decke sind Szenen aus dem Leben des heiligen Gebhard dargestellt. Diese wurden 1961 von Emil Gehrer gemalt. 
Die Glasgemälde an den Fenstern im Altarraum, der heutigen Werktagskapelle, stammen von Hubert Berchtold aus dem Jahr 1958. Sie wurden von der Tiroler Glasmalereiwerkstatt gefertigt. Auf der linken Seite ist oben der heilige Gallus und unten der heilige Heinrich dargestellt. Auf der rechten Seite ist in der oberen Hälfte der heilige Konrad und unten der selige Heinrich Seuse dargestellt. Die abstrakten Glasgemälde der Fenster im Kirchenschiff stammen von Fritz Krcal aus dem Jahr 1959. Die drei Fenster über der Orgel haben die Themen „Glaube“, „Liebe“ und „Hoffnung“ und stammen von Leopold Fetz aus dem Jahr 1958, ausgeführt wieder von der Tiroler Glasmalereianstalt, Innsbruck.

## Ausstattung
Über dem linken Seitenaltar ist eine Figur der heiligen Maria und über dem rechten Seitenaltar eine Figur des heiligen Josef. Beide stammen von Emil Gehrer aus den Jahren 1963 und 1964. Die Kreuzwegstationen wurden 1958 von Leo Sebastian Humer geschaffen. Die Figuren im Vorraum aus dem 20. Jahrhundert stellen die Heiligen Thaddäus und Antonius dar. Der Ambo wurde aus den alten Kommunionbänken aus der Zeit vor dem Umbau gebaut.

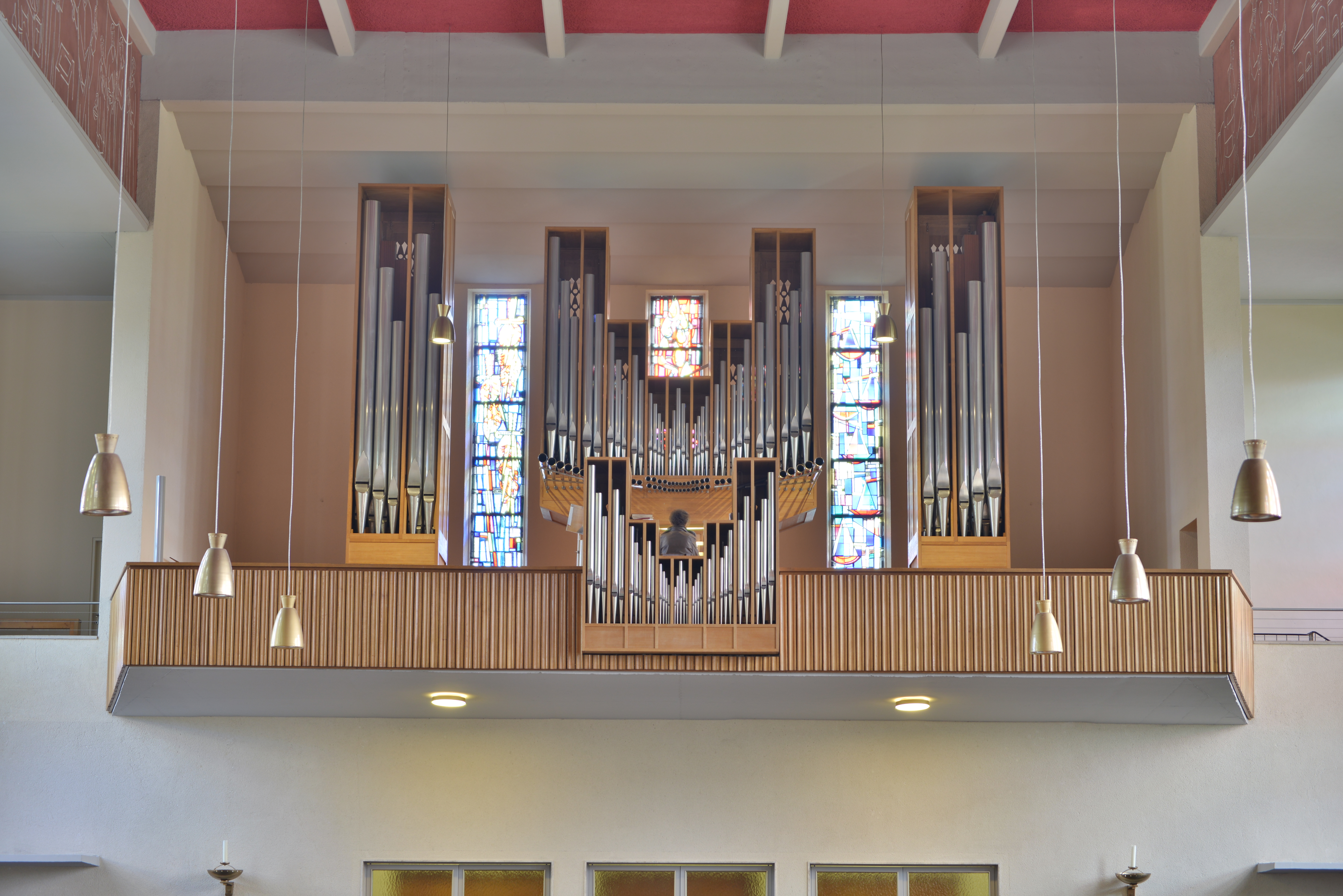
Blick zur Orgel

Die Orgel mit freistehendem Spieltisch ist ein Instrument des Orgelbauers Herbert Gollini (Wien) aus dem Jahr 1975. Die mechanische Schleifladenorgel verfügt über 30 Register auf zwei Manualen und Pedal.
Im frei stehenden Kirchturm mit quadratischem Grundriss und einem flachen Pyramidendach hängt ein fünfstimmiges Glockengeläut mit der Stimmung As° – c' – es' – f' – as'. Die kleinste Glocke wurde 1958 in der Glockengießerei Grassmayr (Innsbruck) gegossen, die vier anderen folgten aus der gleichen Gießerei im Jahr 1964. An allen vier Seiten des Turms ist ein Zifferblatt der Turmuhr angebracht.